# Giovanni Battista Morgagni
Giovanni Battista Morgagni (25. února 1682, Forli – 6. prosince 1771, Padova) byl italský anatom, obecně považovaný za zakladatele moderní patologické anatomie. Působil 56 let jako profesor anatomie na Padovské univerzitě a za tu dobu učil tisíce domácích i zahraničních studentů. Jeho nejvýznamnější prací je monumentální pětidílný text De sedibus et causis morborum per anatomen indagatis libri quinque (Anatomicky zjištěná sídla a příčiny nemoci v pěti knihách, 1761), shrnující jeho celoživotní zkušenosti. Morgagniho nejdůležitějším přínosem je prosazení základního principu, že většina nemocí není nejasně rozptýlena po celém těle, ale dá se lokalizovat ve specifických orgánech a tkáních. Kromě toho je autorem řady dalších dílčích objevů a jeho jméno nese několik anatomických pojmů.